# Friedrich Christian von Hohendorff
Friedrich Christian von Hohendorff (geb. um 1680; gest. Anfang 1750) war ein preußischer Landrat.

## Herkunft und Leben

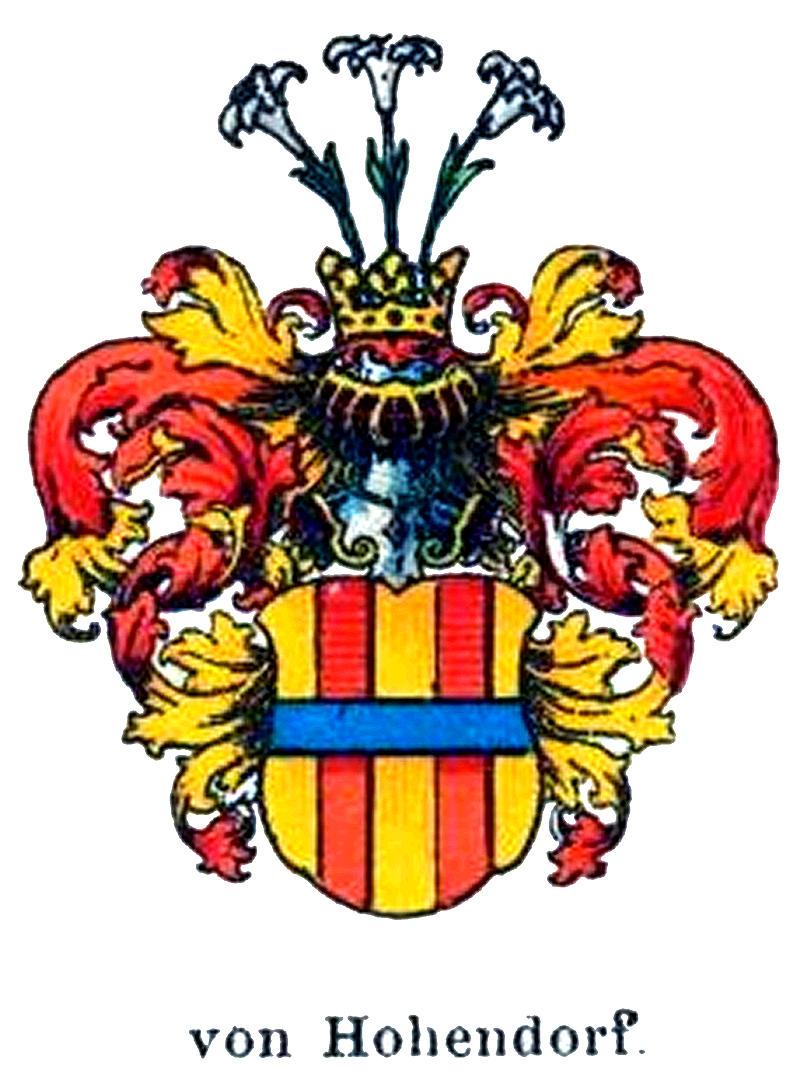
Wappen derer von Hohendorf

Friedrich Christian von Hohendorff war Angehöriger des Adelsgeschlechts Hohendorff. Er war der Sohn von Friedrich Christian von Hohendorff, Erbherr auf Stentsch und Klein-Dammer. Friedrich Christian besuchte zunächst bis zum 10. November 1793 das Gymnasium zu Zittau, bevor er sich im Februar 1794 an der Universität Frankfurt (Oder) immatrikulierte. Im Jahr 1723 war er Landesältester im Kreis Schwiebus. Um 1730 war er Erbherr auf Stentsch. Zwischen 1742 und 1748 amtierte er als Landrat des Kreises Schwiebus, sein Nachfolger wurde George Gottlob von Knobelsdorff.